# El Señor de los Anillos, el juego de rol
El Señor de los Anillos, el juego de rol es segundo juego de rol oficialmente ambientado en uno de los universos más conocidos y populares del mundo, la Tierra Media, el universo de ficción que creó el escritor, poeta, filólogo y profesor universitario británico John Tolkien, conocido principalmente por ser el autor de obras clásicas de la alta fantasía como El Silmarillion, El Hobbit y El Señor de los Anillos.
Este juego ganó el premio Origins al mejor juego de rol del año 2002.

## Historia
Creado por Decipher en 2002 con el título original The Lord of the Rings Roleplaying Game, y distribuido en España en 2002 por la editorial La Factoría de Ideas. Fue escrito por Steve S. Long (y otros) y es el heredero del que fue el primer juego de rol oficialmente ambientado en la Tierra Media: El Señor de los Anillos, el juego de rol de la Tierra Media, publicado entre 1984 y 1999 por Iron Crown Enterprises. En 2006, la editorial Decipher abandonó la licencia de explotación y dejó de publicar productos de rol relacionados con la Tierra Media. La editorial británica Cubicle 7 Entertainment retomó entonces la licencia y publicó su propio juego de rol de la Tierra Media a partir de 2011: El Anillo Único.

## Sistema de juego
El sistema de juego es el llamado sistema CODA, propio de la editorial Decipher, Inc.. Este sistema tiene incorporados ciertos elementos o reglas de otros juegos, como Ars Magica (los niveles de heridas) o La leyenda de los Cinco Anillos (reglas para batallas masivas).
El Señor de los Anillos, en esta versión de Decipher (y no la de Iron Crown Enterprises, que usaba un dado de cien), se basa pues en la siguiente ecuación: 2D6+nivel de habilidad contra dificultad o número objetivo. Hace hincapié en la interpretación, las características personales de cada personaje y en la crónica, o narración, que el master lleva a cabo durante las partidas. De esta manera, se obtienen personajes que no son tan sólo un montón de números sin sentido y quien los interpreta puede trabajar en ellos como desee.
Hay otro juego de rol que utiliza el sistema coda: Star Trek Roleplaying Game, publicado por Decipher en 2002 y que nunca ha sido traducido a la lengua española.

## Libros publicados
Numerosos suplementos han sido publicados para el juego, siguiendo el hilo argumental de las películas. De este modo, han aparecido nuevos libros donde se detalla cómo reproducir fielmente los hechos acaecidos en La Comunidad del Anillo, Las dos torres o El retorno del Rey. También se han publicado varios suplementos que completan significativamente tanto el bestiario como la magia de la Tierra Media.
Los libros publicados por la factoría de ideas en español son los siguientes (entre paréntesis el año de publicación en España): 
- El Señor de los Anillos, el juego de rol. Publicado a color (2002).
- Pantalla del Narrador + La Casa de Margil (aventura introductoria). Pantalla a color y aventura en blanco y negro (2003).
- Bestias malignas y magia maravillosas. Libro a todo color (2003)
- La Comunidad del Anillo. Libro a todo color (2003)
- Moria (2003)
- Las Dos Torres (2004).
- El Abismo de Helm (2005).

La Factoría de Ideas publicó únicamente los primeros libros a color por lo que los 3 últimos están en blanco y negro mientras que en el idioma original (inglés) estos libros se han publicado en color. 
Libros publicados por decipher únicamente en inglés:
- Hero's Journal
- Maps of Middle-Earth
- Maps of Middle-Earth. Cities and Strongholds
- Isengard (únicamente en PDF).
- Paths of the Wise. The Guide to Magicians and Loremasters (únicamente en PDF).

Desde el año 2006 no hay ninguna publicación nueva. El libro dedicado al Retorno del Rey no ha sido publicado.